# 宰相
宰相（さいしょう）とは、語義上、「首相」が「内閣を構成する閣僚（大臣）のうち首席の者」を意味するのに対し、「宰相」は「特に君主の命を受けて宮廷で国政を補佐する者」を意味する。従って日本語では、近代以後の各国の行政府の長をすべて一律に「首相」と呼ぶのに対し、近世以前において宮廷で国政を担当した者を一般に「宰相」と呼んで区別している。現代においても内閣総理大臣の通称として使われることもある。
- 中国において君主の政務を補佐した最高位の官吏の通称。 → 「中国の宰相」を参照。
- メロヴィング朝フランク王国の宮宰 Maire du palais の別称。 → 「宮宰」を参照。
- 神聖ローマ帝国の大法官 Erzkanzler durch Germanien の別称。 → 「ドイツの首相#語源と由来」を参照。
- イスラム王朝における宰相 vizier （Wazīr）の別称。 → 「ワズィール」を参照。
- オスマン帝国で皇帝の政務を補佐した官職 Sadrazam の別称。 → 「大宰相」を参照。
  - ヴェズラザム (Vizrazam) : ヴェズザラム と呼ばれる場合もある。
- ドイツ帝国の首相 Reichskanzler の呼称。 → 「ドイツ国首相」を参照。現在でもドイツとオーストリアの首相を英語では宰相に当たるChancellorと呼ぶ。
- イギリス帝国及びグレートブリテン王国、グレートブリテン及びアイルランド連合王国、グレートブリテン及び北アイルランド連合王国の宰相。→ 「イギリスの首相」
- 中世から近代初期にかけて主に英国以外の欧州の君主の政務を補佐した廷臣の通称。
  - オクセンシェルナ： スウェーデンのグスタフ2世アドルフ王とクリスティーナ女王の宰相。
  - リシュリュー： フランス王国のルイ13世の宰相。
  - マザラン： フランス王国のルイ14世の宰相。
  - メッテルニヒ： オーストリア帝国のフランツ1世とフェルディナント1世の国家宰相。
  - ビスマルク： ドイツ帝国のヴィルヘルム1世の宰相。
  - カヴール： イタリア王国のヴィットーリオ・エマヌエーレ2世の宰相。
- 法体にありながら俗世間で政治に参与し大きな影響力をもつに至った日本の権力者の側近。いずれも「黒衣の宰相」と通称された。
  - 信西入道： 後白河天皇の側近。
  - 満済准后： 足利義満・足利義持・足利義教の3代にわたる側近。
  - 千利休： 豊臣秀吉の側近。
  - 安国寺恵瓊： 豊臣秀吉の側近として都合6万石の大名にまで出世。
  - 金地院崇伝： 徳川家康の側近。
  - 南光坊天海： 徳川家康の側近。
- 内閣総理大臣の通称のひとつ。特筆に値する功績や特異な事績があった総理を特にこう呼ぶことが多い。
  - 桂太郎：｢ニコポン宰相」
  - 寺内正毅：「ビリケン宰相」
  - 原敬：「平民宰相」
  - 高橋是清：「だるま宰相」
  - 田中義一 : 「おらが宰相」
  - 濱口雄幸：「ライオン宰相」
  - 東条英機：「軍人宰相」
  - 吉田茂：「ワンマン宰相」「白足袋宰相」
  - 田中角栄 : 「平民宰相」
  - 大平正芳：「あーうー宰相」
  - 小渕恵三：「凡人宰相」
  - 小泉純一郎：「ライオン宰相」「変人宰相」
  - 野田佳彦：「ドジョウ宰相」
  - 石破茂：「クリスチャン宰相」
- 太政官における参議の唐名（別称）。→ 「参議」を参照。
  - 参議と近衛中将を兼任した場合は「宰相中将」と呼ばれた（→「近衛府」を参照）。室町幕府初代将軍足利尊氏は、政治の場を離れた後も征夷大将軍を辞さなかったため、嫡子の足利義詮（後の二代将軍）は宰相中将の通称で呼ばれた。
- 参議の官職や武家官位の参議をもった大名の通称。→「武家官位」を参照。
  - 豊臣秀勝：「岐阜宰相」
  - 宇喜多秀家：「備前宰相」
  - 細川忠興：「丹後宰相」
  - 毛利秀元：「毛利宰相」
  - 松平忠昌：「越前宰相」
  - 丹羽長重：「小松宰相」
  - 徳川綱重：「甲府宰相」
  - 徳川綱吉：「館林宰相」